# Freiherr Walter von Freyberg-Eisenberg-Allmendingen
Freiherr Walter von Freyberg-Eisenberg-Allmendingen (5 de Novembro de 1915 - 8 de Outubro de 1943) foi um comandante de U-Boot que serviu na Kriegsmarine durante a Segunda Guerra Mundial.